# Grammy Award for Best Contemporary Christian Music Album
Der Grammy Award for Best Contemporary Christian Music Album, auf Deutsch „Grammy-Auszeichnung für das beste zeitgenössische Album christlicher Musik“, ist ein Musikpreis, der seit 2012 von der amerikanischen Recording Academy verliehen wird. Der Preis geht an Künstler für Alben aus dem Bereich der christlichen Popmusik.

## Geschichte und Hintergrund
Die seit 1959 verliehenen Grammy Awards werden jährlich in zahlreichen Kategorien von der Recording Academy in den Vereinigten Staaten vergeben, um künstlerische Leistung, technische Kompetenz und hervorragende Gesamtleistung ohne Rücksicht auf die Album-Verkäufe oder Chart-Position zu würdigen.
Eine dieser Kategorien ist der Grammy Award for Best Contemporary Christian Music Album. Der Preis für das beste zeitgenössische christliche Musikalbum war eine der neuen Kategorien, die nach einer umfassenden Überarbeitung der Grammy Awards-Kategorien ab 2012 vergeben wurden. Dieser Preis vereint Aufnahmen, die zuvor in den Kategorien Best Pop/Contemporary Gospel Album, Best Rock or Rap Gospel Album und Best Southern, Country or Bluegrass Gospel Album enthalten waren.

## Gewinner und Nominierte
| Jahr                 | Gewinner                                  | Nationalität                  | Album                             | Nominierte | Bild des/der Gewinner(s) |
| -------------------- | ----------------------------------------- | ----------------------------- | --------------------------------- | --- | ------------------------ |
| 2012                 | Chris Tomlin                              | Vereinigte Staaten            | And If Our God Is for Us …        | - Ghosts upon the Earth von Gungor - Leaving Eden von Brandon Heath - The Great Awakening von Leeland - What If We Were Real von Mandisa - Black & White von Royal Tailor                              |                          |
| 2013                 | TobyMac                                   | Vereinigte Staaten            | Eye on It                         | - Come to the Well von Casting Crowns - Where I Find You von Kari Jobe - Gold von Britt Nicole - Into the Light von Matthew West                                                                       |                          |
| 2014                 | Mandisa                                   | Vereinigte Staaten            | Overcomer                         | - We Won’t Be Shaken von Building 429 - All the People Said Amen [Live] von Matt Maher - Your Grace Find Me (Live) von Matt Redman - Burning Lights von Chris Tomlin                                   |                          |
| 2015                 | For King & Country                        | Australien Vereinigte Staaten | Run Wild. Live Free. Love Strong. | - If We’re Honest von Francesca Battistelli - Hurricane von Natalie Grant - Welcome to the New von MercyMe - Royal Tailor von Royal Tailor                                                             |                          |
| 2016                 | TobyMac                                   | Vereinigte Staaten            | This Is Not a Test                | - Whatever the Road von Jason Crabb - How Can It Be von Lauren Daigle - Saints and Sinners von Matt Maher - Love Ran Red von Chris Tomlin                                                              |                          |
| 2017                 | Hillary Scott & the Scott Family          | Vereinigte Staaten            | Love Remains                      | - Poets & Saints von All Sons & Daughters - American Prodigal von Crowder - Be One von Natalie Grant - Youth Revival (live) von Hillsong Young & Free                                                  |                          |
| 2018                 | Zach Williams                             | Vereinigte Staaten            | Chain Breaker                     | - Rise von Danny Gokey - Echoes (Deluxe Edition) von Matt Maher - Lifer von MercyMe - Hills and Valleys von Tauren Wells                                                                               |                          |
| 2019                 | Lauren Daigle                             | Vereinigte Staaten            | Look Up Child                     | - Hallelujah Here Below von Elevation Worship - Living with a Fire von Jesus Culture - Surrounded von Michael W. Smith - Survivor: Live from Harding Prison von Zach Williams                          |                          |
| 2020 26. Januar 2020 | For King & Country                        | Australien Vereinigte Staaten | Burn the Ships                    | - I Know a Ghost von Crowder - Haven’t Seen It Yet von Danny Gokey - The Elements von TobyMac - Holy Roar von Chris Tomlin                                                                             |                          |
| 2021 14. März 2021   | Kanye West                                | Vereinigte Staaten            | Jesus Is King                     | - Run to the Father von Cody Carnes - All of My Best Friends von Hillsong Young & Free - Holy Water von We the Kingdom - Citizen of Heaven von Tauren Wells                                            |                          |
| 2022 3. April 2022   | Elevation Worship und Maverick City Music | Vereinigte Staaten            | Old Church Basement               | - Natalie Grant – No Stranger - Israel & New Breed – Feels like Home Vol. 2 - Kari Jobe – The Blessing (live) - Tauren Wells – Citizen of Heaven (live)                                                |                          |
| 2023 5. Februar 2023 | Maverick City Music                       | Vereinigte Staaten            | Breathe                           | - Elevation Worship – Lion - TobyMac – Life After Death - Chris Tomlin – Always - Anne Wilson – My Jesus                                                                                               |                          |
| 2024 4. Februar 2024 | Lecrae                                    | Vereinigte Staaten            | Church Clothes 4                  | - Blessing Offor – My Tribe - Da Truth – Emanuel - Lauren Daigle – Lauren Daigle - Phil Wickham – I Believe                                                                                            | Lecrae 2020              |
| 2025 2. Februar 2025 | Doe                                       | Vereinigte Staaten            | Heart of a Human                  | - When Wind Meets Fire von Elevation Worship - Child of God von Forrest Frank - Coat of Many Colors von Brandon Lake - The Maverick Way Complete von Maverick City Music, Naomi Raine & Chandler Moore |                          |